# 王堕
王堕（？—356年1月），字安生，京兆霸城人。
有雄才，好直言，精於天文图纬。苻洪曾以王堕为司马。苻健時，任右仆射，苻健讚美他說：“天下群官皆如王令君者，阴阳曷不和乎！”。苻生即位後，重用董荣，朝见皇帝时，王堕从不跟董荣说一句话。有人勸他現在董荣贵幸无比，要奉承董荣，王堕很不以為然說：“董龙是何鸡狗，而令国士与之言乎！”董榮知道這件事很生氣，恰逢日食，遂劝苻生殺他：說“日堕则是王堕，司空王堕之名与陛下相克”。行刑時，董荣問王堕說：“君今复敢数董龙作鸡狗？”王堕對他大罵而死。王堕的外甥洛州刺史杜郁亦株連死。

## 延伸阅读
[在维基数据编辑]
 《晉書·卷112》，出自房玄齡《晉書》